# Francis Bull
Francis Bull (4. oktober 1887 i Kristiania – 4. juli 1974) var en norsk litteraturhistoriker. Han var søn af læge Edvard Isak Hambro Bull og hustru Ida Bull. Han blev student i 1905, cand. mag. 1911 og universitetsstipendiat i nordisk litteraturhistorie i 1913.
Bull arbejdede fra 1914 som redaktør for Edda. Nordisk Tidsskrift för Litteraturforskning. Han udnævnes til professor i nordisk litteratur i 1920 ved Oslo Universitet. Han har forfattet monografierne Conrad Nicolai Schwach 1908, Bjørnson og Sverige (i Bjørnsonstudier) 1911, Holberg som historiker 1913, Fra Holberg til Nordal Brun 1916.
Under 2. verdenskrig blev han interneret i Grini fangelejr fra 1941 til 1944. Her blev han elsket for sine populære foredrag til medfangerne. Efter krigen blev han i en årrække formand for bestyrelsen i Gyldendal Norsk Forlag.
Bull blev kendt for sine fortolkninger af forfatteren Bjørnstjerne Bjørnson. I 1953 var han med til at stifte Det Norske Akademi for Sprog og Litteratur.
Bogforlaget Gyldendal lod i 1967 den norske kunstner Per Palle Storm skabe en mindemedalje til Francis Bulls 80-årsdag.